# Aspelt (localité)
Pour les articles homonymes, voir Aspelt.
Aspelt (luxembourgeois : Uespelt) est une section de la commune luxembourgeoise de Frisange située dans le canton d'Esch-sur-Alzette.
Le village est situé sur la rivière Gander, un affluent de la Moselle.
C'est le village d'origine de la famille paternelle de Pierre d'Aspelt, évêque de Bâle et archévêque de Mayence, personnage qui joua un rôle politique important.
Le château d'Aspelt (en), classé monument national le 2 décembre 2011, situé au centre de la ville est une résidence de style baroque élevé en 1590 sur l'emplacement d'un château médiéval du XIe siècle. Un plan de rénovation du bâtiment est envisagé.
Aspelt est relié au reste du pays par la route nationale N13 (route des trois cantons).
Entre 1900 et 1950, une ligne vicinale Bettembourg-Aspelt reliait Aspelt au réseau ferré du Luxembourg via la gare de Bettembourg.
Le blason d'Aspelt prendrait la forme suivante : "D'azur, à l'aigle éployée d'argent."